# Trachyxiphium williamsii
Trachyxiphium williamsii là một loài rêu trong họ Pilotrichaceae. Loài này được (Herzog) Vaz-Imbassahy & D. Costa mô tả khoa học đầu tiên năm 2009.